# Gunther Langes
Gunther Langes (Fiera di Primiero, 6 marzo 1899 – Bolzano, 14 aprile 1972) è stato un militare, scrittore alpinista e sciatore austriaco naturalizzato italiano, originario della regione del Burgraviato, all'epoca facente parte dell'Impero austro-ungarico, paese per il quale servì in qualità di sottotenente d'artiglieria sul fronte italiano durante la prima guerra mondiale.

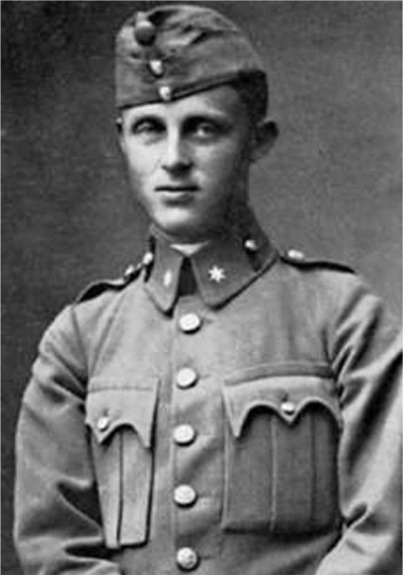
Gunther Langes nel 1916

Profondo conoscitore della montagna, il nome di Langes è anche legato al perfezionamento tecnico di alcune discipline sportive invernali. In particolare dello slalom gigante, la cui prima gara internazionale in assoluto fu disputata il 20 gennaio 1935, sul Mottarone, in Piemonte, sopra al lago Maggiore. Un mese dopo ce ne fu un'altra sulla Marmolada. Il suo archivio di immagini della montagna fa parte del patrimonio documentale della Provincia autonoma di Bolzano - Fondo Gunther Langes.

## Biografia
A 13 anni, con Carlo Zagonel portò a termine la scalata del crinale nord della cima Rosetta. Quattro anni dopo fu il primo ad avventurarsi sulla parete nord della Marmolada (Roda de Mulon).
Poco più che adolescente, nella prima guerra mondiale si arruolò volontario nei Kaiserjäger, il reggimento tirolese dei cacciatori imperiali austriaci, impegnato sul fronte italiano. Con i gradi di sottotenente fu destinato all'ottavo reggimento di artiglieria da montagna, dove combatté sulla Marmolada, sul monte Grappa, sulle Alpi Carniche e sull'Altopiano dei Sette Comuni. Insignito della Karl-Truppenkreuz, per i suoi atti di valore, fu decorato con due medaglie d'argento e una medaglia di bronzo.
A 23 anni, quando Benito Mussolini prese il potere in Italia, come la maggioranza dei sudtirolesi visse con profondo disagio il processo di italianizzazione che il duce del fascismo avviò quasi subito in quell'angolo del paese di lingua e cultura tedesca. Trasferitosi a Monaco di Baviera, conseguì il dottorato in diritto germanico presso la locale università. Nel frattempo, diede inizio a una collaborazione con il Münchner Neuesten Nachrichten, uno dei maggiori quotidiani della Baviera, che dal 1933 entrò nell'orbita dei giornali nazisti, dopo l'arresto e il licenziamento di gran parte dei redattori.
In linea con i rigidi dettami del regime nazista in materia di informazione e di critica, ebbe anche a collaborare con il prestigioso settimanale di satira politica Simplicissimus, che prima dell'avvento al potere di Adolf Hitler era stata una vera e propria palestra di scrittura e di confronto per numerosi intellettuali e artisti tedeschi e stranieri. Tra questi, Hermann Hesse, Thomas Mann, Gustav Meyrink, Ludwig Thoma, Jakob Wassermann, Frank Wedekind, George Grosz e Olaf Gulbransson.
Successivamente, fu assunto al Berliner Tagblatt, una tra le più diffuse e autorevoli testate quotidiane tedesche prima che il nazionalsocialismo ne decapitasse i vertici, ritenuti troppo critici nei confronti del regime. Intanto, nel 1933, aveva dato alle stampe Die Front in Fels und Eis. Der Weltkrieg 1915-1918 im Hochgebirge (Monaco di Baviera, Bruckmann), il suo primo e più famoso libro, nel quale racconta la sua esperienza di soldato e di profondo conoscitore della montagna.
Allo scoppio della seconda guerra mondiale, come molti quarantenni tedeschi e austriaci venne richiamato alle armi, per prestare servizio nella milizia territoriale della Wehrmacht. Dal settembre del 1943, anno della sua nascita, e sino all'agosto del 1944, ricoprì la carica di redattore capo («Hauptschriftleiter») del Bozner Tagblatt, l'unico quotidiano in lingua tedesca, di chiara ispirazione filo-nazista, pubblicato a Bolzano fino al maggio del 1945.
Nell'estate del 1943, alla caduta del fascismo, divenne l'interprete di fiducia del generale Josef Dietrich e poi del comandante delle SS in Italia, Karl Wolff. Gli fu affidata la delicata missione di creare un canale di comunicazione tra Benito Mussolini e Clara Petacci che, dopo la liberazione dal carcere di Novara, si era trasferita con la madre, il padre e la sorella a Merano. Nell'ottobre del 1943 organizzò, assieme a Wolff, il primo furtivo incontro tra Mussolini e la sua amante, a Villa Feltrinelli, che da poche settimane era diventata la sede della Repubblica Sociale Italiana.
Costretto alle dimissioni dal Bozner Tagblatt, dopo essere entrato in rotta di collisione con il commissario militare tedesco del Tirolo e del Vorarlberg, il potente Gauleiter Franz Hofer, fu sostituito dal settembre del 1944 con Alfred Strobel, già direttore della Wagner’sche Universitätsbuchhandlung e del Gauverlag, entrambi a Innsbruck, ma chiese e ottenne di essere destinato a ruoli operativi. Dopo una breve permanenza a Berlino, presso il comando dell'Ufficio centrale per la sicurezza del Reich, fu assegnato all'Adria Kommando, una unità delle SS specializzata in guerra psicologica, con base a Trieste.
Alla fine della guerra, Langes si trasferì a Siusi allo Sciliar, un paesino ai piedi dell'omonima Alpe, in provincia di Bolzano. Pur conservando stretti legami con il mondo del giornalismo (nel novero delle sue amicizie anche quella con Josef Rampold, dal 1981 al 1995 direttore del quotidiano di lingua tedesca Dolomiten), lasciò la professione subito dopo la guerra. Continuò a coltivare la sua passione per la montagna, l'alpinismo e la fotografia, competenze che gli permisero nel 1950 di essere tra i consulenti del gruppo incaricato di costruire la stazione sciistica di Aspen, in Colorado, in vista dei campionati mondiali di sci alpino.
Nel 1957 convolò a nozze con Maria Vieider, la donna che per anni gli aveva fatto da assistente e segretaria. Nel frattempo, incoraggiato anche dalla moglie, andò dedicando sempre maggiori energie all'attività di scrittore. Il suo corpo è stato inumato nel cimitero di guerra di Bolzano.

## Opere

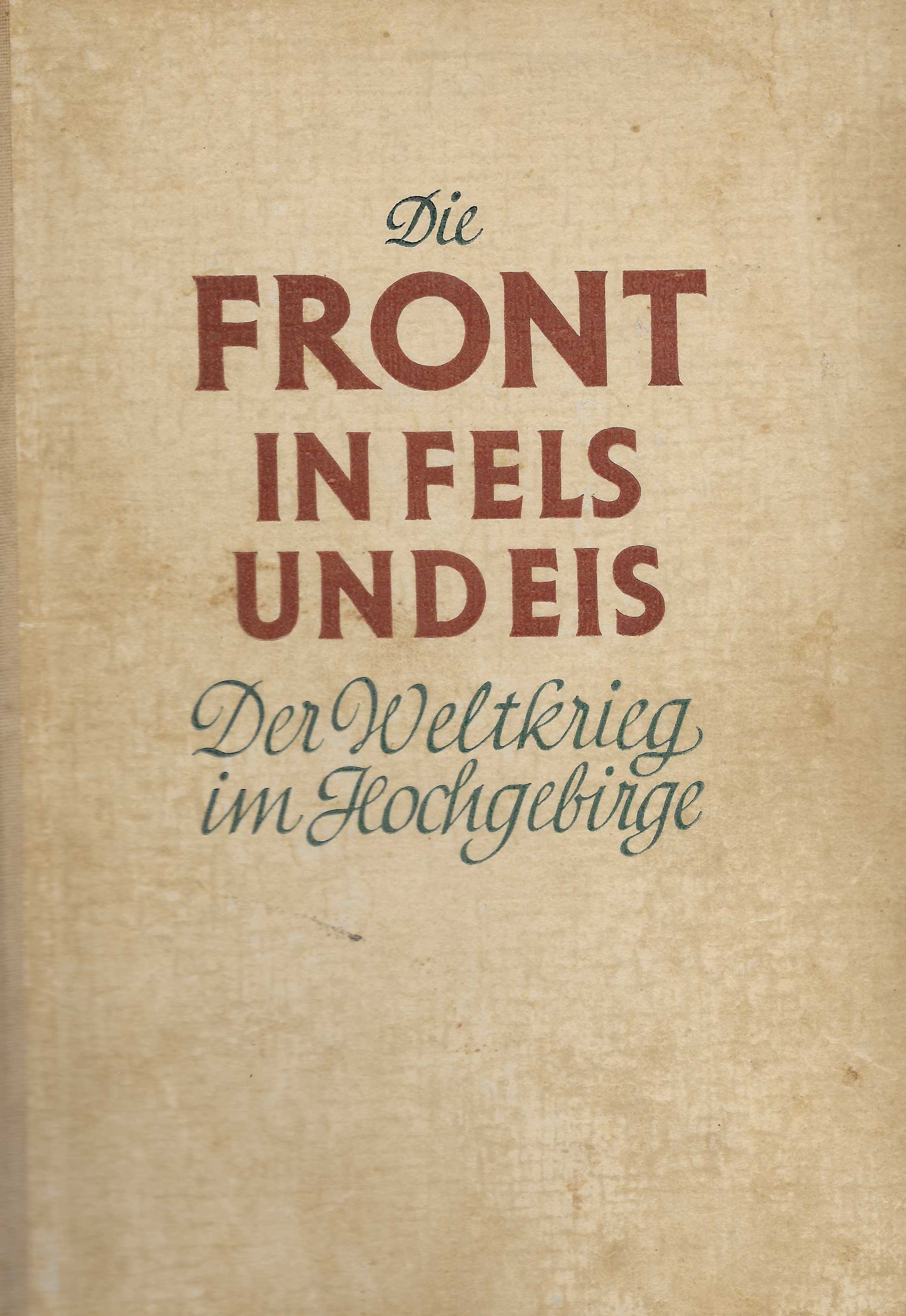
Frontespizio di Front in Fels und Eis del 1933

- Die Front in Fels und Eis - Der Weltkrieg im Hochgebirge, F. Bruckmann, 1933
- La guerra fra rocce e ghiacci, Giacomo Agnelli, trad. M. Broglio, 1934
- Dolomiten-Skiführer, Rother, 1938
- Die große Dolomitenstrasse, 1909-1959, Manfrini, 1959
- Dolomiten-Kletterführer Westliche Dolomiten. Die schönsten Berg- und Kletterfahrten in den Dolomiten. 1, Rother, 1963
- Bodensee: deutsches Ufer, Vorarlberg, Nordostschweiz, Liechtenstein, mit Routenkarten, Stadtplänen, Reliefzeichnungen, Wagner, 1965
- Sella-, Marmolata- und Pala-Gruppe
- Skirama, Band 2, Wagner, 1966
- Traumstraße der Alpen, Rother, 1969
- Autorama. Bild-Autoführer durch Südtirol, Dolomiten, Ortler, Gardasee, Band 1, Wagner, 1970
- Nordöstliche Dolomiten, Rother, 1970
- La guerra fra rocce e ghiacci, Athesia, 1971
- Rosengarten, Geisler und Langkofelgruppe, Rother, 1974
- Südtirol, Goldstadt, 1975
- Uberetsch und Bozner Unterland, Athesia, 1981
- Burggrafenamt und Meran. Das Herzstück Tirols. Ein Streifzug durch das Meraner Etschtalbecken, das Tisenser Mittelgebirge, durch Passeier und Ulten, Athesia, 1983
- Ladinien. Kernland der Dolomiten. Ein Streifzug durch Gröden, Gadertal, Buchenstein, Fassa und Ampezzo, Athesia, 1985
- (a cura di) Nico Pirozzi, Auf Wiedersehen Claretta - Il diario dell'uomo che poteva salvare Mussolini e la Petacci, Edizioni Cento Autori, 2012